# Roger (Sant Pere de Torelló)
Roger és una masia de Sant Pere de Torelló (Osona) inclosa a l'Inventari del Patrimoni Arquitectònic de Catalunya.

## Descripció
Edifici civil. Masia de planta rectangular coberta a dues vessants. El portal d'entrada, de petites dimensions i amb llinda amb decoració conopial, està orientat a llevant. El carener és paral·lel a aquest mur. Adossat al cos de l'edificació i formant angle recte amb aquest mur hi ha un cos de galeries sostingudes per pilars de totxo que consta de planta baixa i dos pisos i conserva boniques baranes de fusta. A la banda de migdia hi ha un portal amb una barbacana al damunt, que tanca la lliça, envoltada per la casa i les dependències agrícoles. És construïda bàsicament amb pedra, encara que hi ha murs de tàpia a la banda de migdia. Hi ha alguns afegitons de totxo que desmereixen la construcció primitiva.

## Història
Antic mas del terme de sant Pere de Torelló, registrat al fogatge de 1553 d'aquest municipis. Aleshores habitava el mas en JOAN ROGER. Segurament l'origen del mas prové de molt més antic, com altres de les rodalies.